# Heflin
Heflin je správní město okresu Cleburne County v Alabamě ve Spojených státech amerických. Žije zde přibližně 3 400 obyvatel. Město se nachází přibližně na půli cesty mezi Birminghamem a Atlantou na silnici Interstate 20.

## Historie

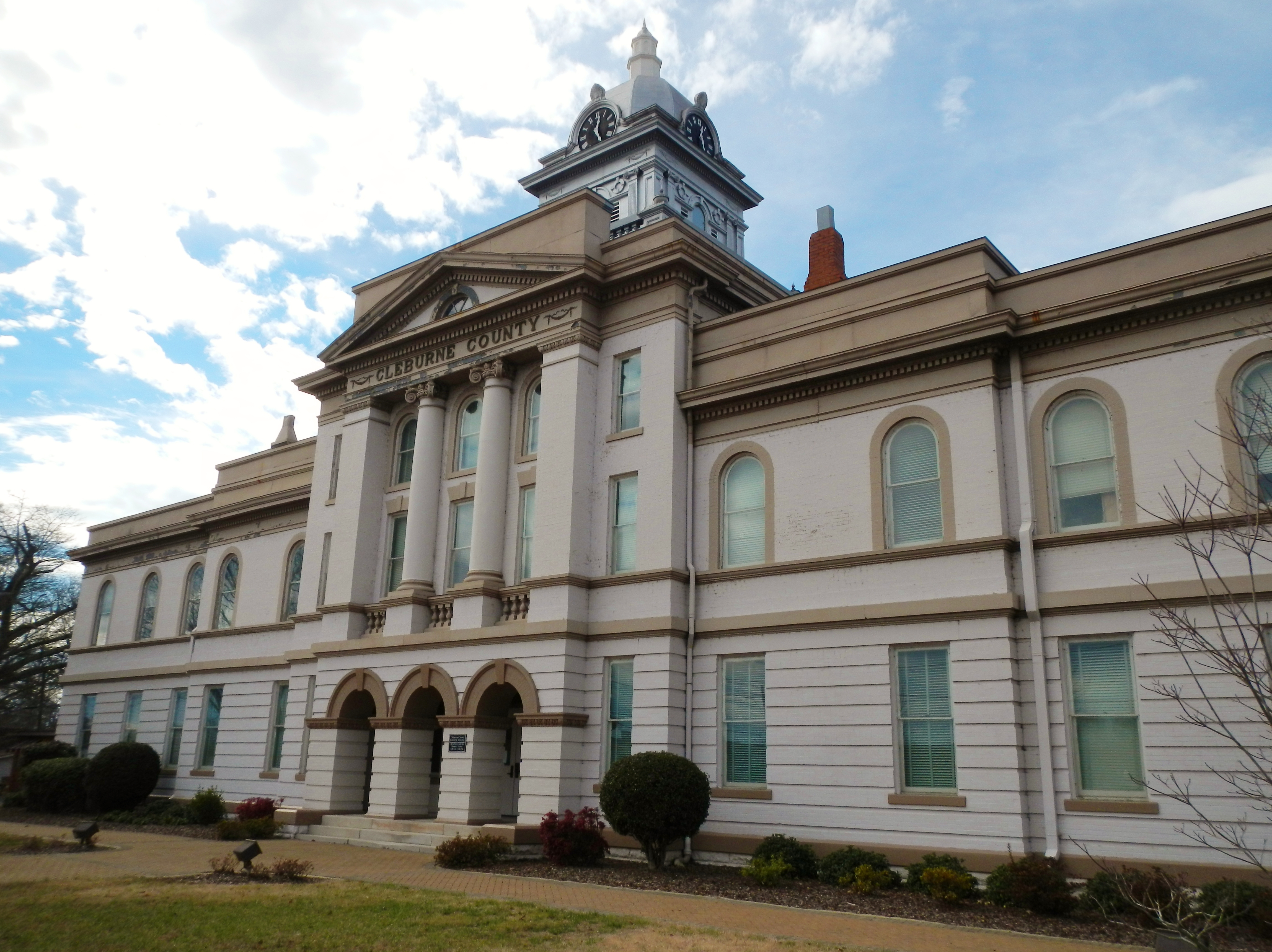
Soud pro okres Cleburne v Heflinu, leden 2012.

Heflin byl poprvé osídlen v roce 1882 jako stanice na železniční trati z Atlanty. Město rychle rostlo a bylo oficiálně založeno v roce 1886. Až do roku 1905 se okresní město Cleburne County nacházelo v Edwardsville. V roce 1905 se konaly volby, které měly přesunout krajské město z Edwardsville do Heflinu. Výsledky voleb upřednostňovaly Heflin a byly potvrzeny Nejvyšším soudem v Alabamě dne 1. července 1906.

## Geografie
Heflin leží na souřadnicích 33°38'37,514" severní šířky a 85°34'57,724" západní délky (33,643754, -85,582701).
Podle Amerického úřadu pro sčítání lidu má město celkovou plochu 31 km2, z čehož je 0,52 km2 (1,50 %) vodní plochy.
Město se nachází na východě centrální části státu Alabama přibližně 24 km západně od státní hranice s Georgií. Jižní částí města prochází od západu k východu silnice Interstate 20. Přístup do města poskytují sjezdy 199 a 205. 122 km po silnici I-20 směrem na západ ležíBirmingham, 116 km východním směrem Atlanta. Městem prochází také U.S. Route 78 spolu se dvěma státními silnicemi Alabama State Route 9 a Alabama State Route 46.

## Podnebí
| Heflin – podnebí            | Heflin – podnebí | Heflin – podnebí | Heflin – podnebí | Heflin – podnebí | Heflin – podnebí | Heflin – podnebí | Heflin – podnebí | Heflin – podnebí | Heflin – podnebí | Heflin – podnebí | Heflin – podnebí | Heflin – podnebí | Heflin – podnebí |
| Období                      | leden            | únor             | březen           | duben            | květen           | červen           | červenec         | srpen            | září             | říjen            | listopad         | prosinec         | rok              |
| --------------------------- | ---------------- | ---------------- | ---------------- | ---------------- | ---------------- | ---------------- | ---------------- | ---------------- | ---------------- | ---------------- | ---------------- | ---------------- | ---------------- |
| Nejvyšší teplota [°C]       | 26               | 27               | 31               | 32               | 37               | 41               | 42               | 41               | 38               | 33               | 31               | 26               | 42               |
| Průměrné denní maximum [°C] | 11,3             | 13,7             | 18,5             | 22,7             | 26,4             | 29,9             | 31,6             | 31,3             | 28,4             | 23,3             | 17,9             | 12,5             | 22,3             |
| Průměrné denní minimum [°C] | −1,4             | 0,3              | 3,9              | 7,6              | 13,0             | 17,4             | 19,7             | 19,3             | 15,4             | 8,7              | 3,8              | −0,2             | 9,0              |
| Nejnižší teplota [°C]       | −20              | −17              | −13              | −6               | −1               | 3                | 8                | 9                | −2               | −6               | −12              | −18              | −20              |
| Průměrné srážky [mm]        | 129              | 146              | 135              | 112              | 126              | 109              | 140              | 90               | 83               | 88               | 120              | 120              | 1 398            |
| Sněžení [cm]                | 1,5              | 0,51             | 1,5              | 0,51             | 0                | 0                | 0                | 0                | 0                | 0                | 0                | 0,25             | 4,27             |
| Zdroj:                      |                  |                  |                  |                  |                  |                  |                  |                  |                  |                  |                  |                  |                  |

## Demografie
Při sčítání lidu roku 2010 bylo ve městě 3 480 lidí v 1 384 domácnostech, celkem 925 rodin. Hustota obyvatelstva byla 83,7 obyvatel na km2. Bylo sečteno celkem 1 531 bytových jednotek s průměrnou hustotou 36,4 na km2. Rasový makeup města byl 87,3 % obyvatel bílé pleti, 9,4 % černých nebo afrických Američanů, 0,5 % původních obyvatel amerického kontinentu, 0,1 % asijských obyvatel, 1,0 % obyvatel jiné rasy a 1,6 % obyvatel dvou nebo více ras. Obyvatelé hispánského nebo latinskoamerického původu, bez ohledu na rasu, tvořili 2,4 % populace.
Z 1384 domácností v 28,0 % žily děti do 18 let. 48,5 % tvořily společně žijící manželské páry, 13,2 % matky samoživitelky a 33,2 % nerodinné domácnosti. 29,3 % domácností bylo tvořeno jen jednou osobou a 14,4 % jen jednou osobou ve věku 65 let nebo starší. Průměrný počet osob v domácnosti byl 2,39 a průměrný počet členů rodiny 2,94.
Věkové složení bylo 22,6 % ve věku do 18 let, 8,6 % ve věku 18 až 24 let, 24,9 % ve věku 25 až 44 let, 26,1 % ve věku 45 až 64 let a 17,8 % ve věku 65 let a více. Střední věk byl 40,5 roku. Na každých 100 žen připadalo 90,5 mužů. Na každých 100 žen ve věku 18 a více let připadalo 97,5 mužů.
Střední příjem domácnosti byl 29 821 $ a střední rodinný příjem byl 37 050 $. Muži měli střední příjem 41 932 $ proti 25 714 $ pro ženy. Příjem per capita pro město byl 16 909 $. Asi 15,6 % rodin a 22 % populace žilo pod hranicí chudoby, včetně 29.5 % osob mladších 18 let a 15,9 % ve věku 65 nebo více.

## Kultura
Heflin je domovem New Hollis Speedway.

## Vzdělávání
Veřejné vzdělávání poskytuje v Heflinu školská rada okresu Cleburne. Veřejné školy v Heflinu zahrnují:
- Cleburne County High School (ročníky 8 až 12)
- Cleburne County Career Technical School (ročníky 9 až 12)
- Cleburne County Middle School (5. až 7. ročník)
- Cleburne County Elementary School (ročníky K až 6)
- Pleasant Grove Elementary School (ročníky K až 6)

## Média

### Rádio
- WKNG-FM 89,1 FM (Southern Gospel / Worship Music)
- WPIL 91,7 FM (Southern Gospel / Classic Country / Bluegrass)

### Tisk
- Cleburne News (týdeník)

### Televize
- WSB (pobočka ABC) Atlanta
- WAGA (pobočka FOX) Atlanta
- WBRC (pobočka FOX) v Birminghamu
- WCIQ (pobočka PBS) Mt. Státní park Cheaha
- WXIA (pobočka NBC) Atlanta
- WVTM (pobočka NBC) Birmingham
- WGWW-DT2 (pobočka ABC) Anniston
- WIAT (pobočka CBS) Birmingham
- WGCL (pobočka CBS) Atlanta

## Významné osobnosti
- Paul D. Adams, velící generál třetí armády Spojených států
- Charlie Brown, bývalý hráč NFL a CFL
- John Merrill, státní tajemník Alabamy
- Will Payne, producent, spisovatel a režisér
- Tyrone Prothro, bývalý široký přijímač pro University of Alabama
- Todd Bates, bývalý defenzivní pochůzkář na University of Alabama, současný trenér defenzivní linie na Clemson University .
- Kyle Morris, politický novinář pro The Daily Caller a Yellowhammer News.
- Robert Rigsby, Sr., bývalý starosta města, financoval většinu městských vánočních ozdob a založil Outdoor Jamboree.